# 科比耶尔地区蒙布兰
科比耶尔地区蒙布兰（法語：Montbrun-des-Corbières）是法国奥德省的一个市镇，属于纳博讷区（Narbonne）莱齐尼昂科尔比埃县（Lézignan-Corbières）。该市镇2009年时的人口为309人。

## 人口
科比耶尔地区蒙布兰人口变化图示
| 数据来源：INSEE |